# 复兴镇 (忠县)
复兴镇，是中华人民共和国重庆市忠县下辖的一个乡镇级行政单位。

## 行政区划
复兴镇下辖以下地区：
临沿社区、水坪社区、天子村、西流村、东堡村、上营村、天台村、江河村和凤凰村。